# Ceratozamia chimalapensis
Ceratozamia chimalapensis es una especie de Cycadopsida del género Ceratozamia, de la familia Zamiaceae, del orden Cycadales.

## Distribución
Ceratozamia chimalapensis se distribuye por México (Oaxaca).

## Taxonomía
Fue descrita científicamente por Pérez-Farr. & Vovides. Fue publicado por primera vez en Pérez-Farr. & Vovides. In: Bot. J. Linn. Soc. 157(2): 169-175, figs. 1-4. (2008).